# Právní domněnka
Právní domněnka je konstrukce užívaná v právu, jíž se za určitých okolností v zájmu právní jistoty presumuje (předpokládá) právní skutečnost, o níž není jisto, zda nastala.

## Druhy
Rozlišuje se: 
- domněnka vyvratitelná – u níž lze prokázat, že presumovaná skutečnost nastala, popř. nenastala, a pak právní domněnka prokázané skutečnosti ustoupí

- domněnka nevyvratitelná –  kde je presumpce kategorická, a i v případě, že by se později ukázala nesprávnou, nelze ji zvrátit.

Právní fikce se od nevyvratitelné domněnky odlišuje tím, že je vždy v rozporu s realitou. Účinky pravní fikce a nevyvratitelné domněnky jsou však v zásadě shodné, a obě dvě kategorie proto nejsou zákonodárcem vždy důsledně rozlišovány.
Vyvratitelnou právní domněnkou je např. presumpce, že manžel matky dítěte, které se narodilo během jejich manželství nebo do 300 dnů od jeho zániku, je jeho otcem. Typickou vyvratitelnou právní domněnkou je platnost veřejné listiny. Vyvratitelnou právní domněnkou je i např. presumpce neviny, neboť dokud nebyla pravomocným rozsudkem vyslovena vina, hledí se na každého jako na nevinného. Opačně působí tzv. presumpce zavinění, které se v některých případech předem předpokládá, ledaže se předpokládaný škůdce vyviní (exkulpuje). V novém občanském zákoníku se vyvratitelné právní domněnky uvozují souslovím „má se za to, že“.
Nevyvratitelné domněnky jsou v právu vzácnější, zpravidla se uvozují slovy „platí, že“ (slovy „považuje se za“ či „hledí se na“ se označuje právní fikce). Příkladem je domněnka, že zmocnitel schválil jednání zmocněnce, kterým zmocněnec překročil rozsah udělené plné moci, pokud osobu, se kterou zmocněnec jednal, bez zbytečného odkladu poté, co se o tom dozvěděl, o svém nesouhlasu s takovým jednáním nevyrozumí (presumuje se tzv. ratihabice). Nevyvratitelná právní domněnka je také stanovena v zákoníku práce. V rámci odstranění nejistoty v postavení zaměstnance, který po skončení pracovního poměru na dobu určitou, nadále se souhlasem zaměstnavatele pokračuje v konání práce, byla stanovena nevyvratitelná právní domněnka, že tímto se pracovní poměr změnil v pracovní poměr na dobu neurčitou. Dalším příkladem nevyvratitelné právní domněnky je předpokládaný souhlas s darováním orgánů - pokud nebylo prokázáno, že zemřelý vyslovil za svého života prokazatelně nesouhlas s posmrtným odběrem, platí, že s odběrem souhlasí.